# Nada Kotlušek
Nada Kotlušek, slovenska atletinja, * 9. avgust 1934, Ljubljana.
Kotluškova je za Socialistična federativna republika Jugoslavija nastopila na Poletnih olimpijskih igrah 1952 v Helsinkih in na Poletnih olimpijskih igrah 1956 v Melbournu.
Na igrah v Helsinkih je tekmovala v suvanju krogle in osvojila 14. mesto, na igrah v Melbournu pa v suvanju krogle in v metu diska. V suvanju krogle je osvojila 8. v metu diska pa 12. mesto.